# ميكاه بركس
ميكاه بركس (بالإنجليزية: Micah Perks)‏ (1963)؛ روائية أمريكية. درست في جامعة كورنيل.